# Anthème II de Constantinople
Pour les articles homonymes, voir Anthème.
Anthème ou Anthime II de Constantinople (en grec : Άνθιμος Β΄) fut patriarche de Constantinople trois mois en 1623.

## Biographie
Anthème est issu d'une riche famille constantinopolitaine. Métropolite d'Andrinople et ami des catholiques, il est substitué à Grégoire IV le 18 juin 1623. Il abdique dès le 22 septembre suivant et se retire au Mont Athos où il attend en vain jusqu'à sa mort en 1628 les 4 000 écus d'or que lui avait promis son successeur Cyrille Loukaris en échange de sa renonciation.